# Anthelephila caeruleipennis
Anthelephila caeruleipennis là một loài bọ cánh cứng trong họ Anthicidae. Loài này được LaFerté-Senéctère miêu tả khoa học năm 1847.